# شبه‌گسترده‌بالان
شبه‌گسترده‌بالان (نام علمی: Pseudolestidae) نام یک خانواده از زیرراسته سنجاقک است.